# Mosjön (Selångers socken, Medelpad)
Mosjön är en sjö i Sundsvalls kommun i Medelpad och ingår i Selångersåns huvudavrinningsområde. Sjön har en area på 0,171 kvadratkilometer och ligger 131,5 meter över havet. Sjön avvattnas av vattendraget Kvarsättbäcken.

## Delavrinningsområde
Mosjön ingår i det delavrinningsområde (692329-156416) som SMHI kallar för Utloppet av Mosjön. Medelhöjden är 158 meter över havet och ytan är 1,9 kvadratkilometer. Räknas de 4 avrinningsområdena uppströms in blir den ackumulerade arean 21,25 kvadratkilometer. Kvarsättbäcken som avvattnar avrinningsområdet har biflödesordning 2, vilket innebär att vattnet flödar genom totalt 2 vattendrag innan det når havet efter 17 kilometer. Avrinningsområdet består mestadels av skog (90 procent). Avrinningsområdet har 0,17 kvadratkilometer vattenytor vilket ger det en sjöprocent på 9 procent.